# 1. češkoslovaški samostojni lovski letalski polk
1. češkoslovaški samostojni lovski letalski polk (češko 1. československý samostatný stíhací letecký pluk) je bil letalski polk, ki je bil sestavljen iz državljanov Češkoslovaške in je bil organiziran ter se bojeval na strani sovjetske Rdeče armade.

## Sestava
- štab
- 1. bataljon

- 1. eskadrilja
- 2. eskadrilja

- 2. bataljon

- 3. eskadrilja
- 4. eskadrilja